# سارپ آپاک
سارپ آپاک (انگلیسی: Sarp Apak؛ زادهٔ ۱۱ نوامبر ۱۹۸۱) بازیگر اهل ترکیه است. وی از سال ۲۰۰۴ میلادی تاکنون مشغول فعالیت بوده‌است.او در سریال از ما بهترون به خوبی ایفای نقش کرد 